# Noble Jorgensen
Noble Gordon "Jorgy" Jorgensen (Pittsburgh, Pensilvania, 18 de mayo de 1925-2 de noviembre de 1982) fue un jugador de baloncesto estadounidense que disputó cinco temporadas entre la BAA y la NBA, además de jugar en la NBL, la PBLA y la PCPBL. Con 2,06 metros de estatura, jugaba en la posición de pívot. Era hermano del también jugador profesional Roger Jorgensen.

## Trayectoria deportiva

### Universidad
Jugó durante dos temporadas con los Titans del Westminster College, liderando en ambas en anotación a las universidades del estado de Pensilvania. En 1945 fue transferido a los Hawkeyes de la Universidad de Iowa, donde jugó otras dos temporadas.

### Profesional
Dejó la universidad mediado su último año para jugar profesionalmente con los Pittsburgh Ironmen de la recién creada BAA, con los que disputó 15 partidos en los que promedió 4,4 puntos. Tras la desaparición de los Ironmen, se realizó un draft de dispersión, siendo elegido por los St. Louis Bombers, pero acabó fichando por los Waterloo Hawks de la PBLA, donde fue el máximo anotador del equipo con 11,8 puntos por partido.
En 1948 cambió nuevamente de liga, fichando por los Portland Indians de la Pacific Coast Professional Basketball League, donde fue el segundo máximo anotador de la liga, con 478 puntos, y obtuvo la segunda mejor marca en un partido, consiguiendo 42 ante Bellingham. Al término de la competición fichó por los Sheboygan Redskins, en ese momento en la NBL, donde fue el segundo mejor anotador del equipo en su primera temporada, con 10,8 puntos por partido, únicamente superado por Mike Todorovich.
Al año siguiente el equipo se cambió a la NBA, donde jugó una temporada más en la que fue el máximo anotador del mismo, con 13,0 puntos por partido. Nada más terminada la temporada fue traspasado a los Tri-Cities Blackhawks, quienes meses después lo traspasarían a los Syracuse Nationals a cambio de Ed Peterson. en los Nats jugó tres temporadas como suplente de Dolph Schayes, siendo la más destacada de todas la primera, en la que promedió 9,3 puntos y 5,5 rebotes por partido.

## Estadísticas de su carrera en la BAA y la NBA

### Temporada regular
| Año     | Equipo     | PJ  | MPP  | %TC  | %TL  | RPP | APP | PPP  |
| ------- | ---------- | --- | ---- | ---- | ---- | --- | --- | ---- |
| 1946–47 | Pittsburgh | 15  | –    | .223 | .640 | –   | .3  | 4.4  |
| 1949–50 | Sheboygan  | 54  | –    | .353 | .766 | –   | 1.7 | 13.0 |
| 1950–51 | Tri-Cities | 22  | –    | .366 | .706 | 5.1 | 1.2 | 11.2 |
| 1950–51 | Syracuse   | 41  | –    | .376 | .675 | 5.5 | 1.6 | 9.3  |
| 1951–52 | Syracuse   | 66  | 20.0 | .413 | .797 | 4.4 | 1.0 | 8.0  |
| 1952–53 | Syracuse   | 70  | 19.4 | .333 | .734 | 3.4 | 1.1 | 6.2  |
| Total   | Total      | 268 | 19.7 | .360 | .742 | 4.3 | 1.2 | 8.8  |

### Playoffs
| Año     | Equipo    | PJ | MPP  | %TC  | %TL  | RPP | APP | PPP  |
| ------- | --------- | -- | ---- | ---- | ---- | --- | --- | ---- |
| 1949–50 | Sheboygan | 3  | –    | .386 | .600 | –   | 2.7 | 17.3 |
| 1950–51 | Syracuse  | 7  | –    | .416 | .636 | 3.0 | 1.0 | 7.1  |
| 1951–52 | Syracuse  | 7  | 21.4 | .365 | .742 | 3.9 | .7  | 8.7  |
| 1952–53 | Syracuse  | 2  | 22.0 | .556 | .667 | 5.0 | 1.5 | 7.0  |
| Total   | Total     | 19 | 21.6 | .399 | .663 | 3.6 | 1.2 | 9.3  |